# 뤼크 미유캉
뤼크 미유캉(프랑스어: Luc Millecamps, 1951년 9월 10일, 베스트-플란데런 주 바레험 ~)은 벨기에의 전직 축구 선수로, 현역 시절 수비수로 활약했다. 현역 시절, 그는 바레험에서만 활약했다. 그는 벨기에 국가대표팀 경기에 35번 출전했고, 유로 1980과 1982년 월드컵에 참가했다.
그의 형 마르크 미유캉도 전직 축구선수였다.

## 수상
바레험
- 벨기에 컵
  - 우승: 1973–74
  - 준우승: 1981–82
- 벨기에 슈퍼컵: 1982
- UEFA컵 4강: 1985–86[3]
- 투르누아 드 파리: 1985[4]

벨기에
- 유럽 선수권 대회 준우승: 1980[5]
- 벨기에 전국 스포츠 공로상: 1980[6]